# 보잉 747의 사건 및 사고

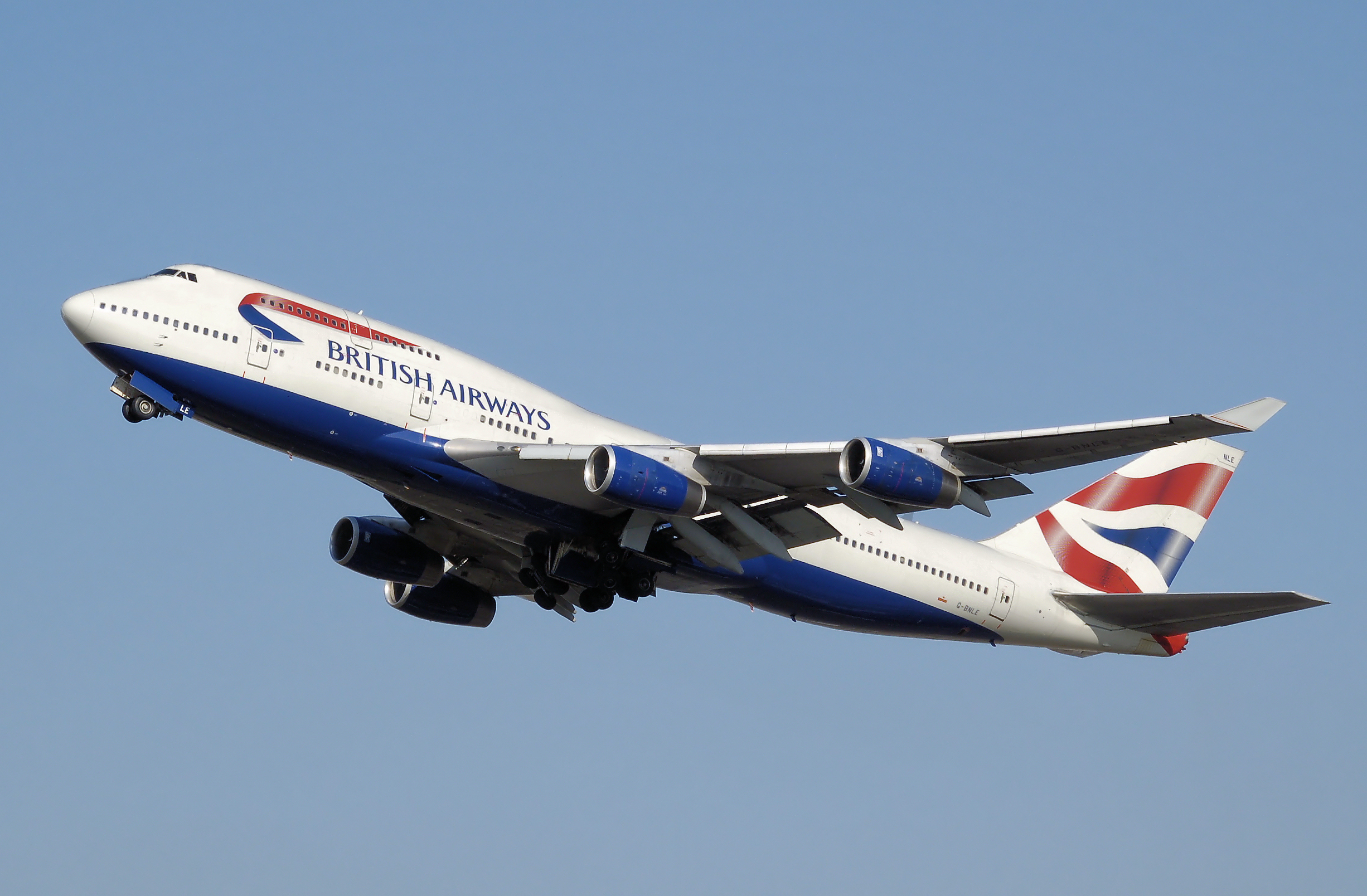

이 문서는 보잉 747에 관한 주요 항공기 관련 사건 및 사고를 다룬다.

## 주요 사건
- 1974년 11월 20일에 루프트한자 540편 보잉 747-130이 프랑크푸르트 국제공항을 출발해서 조모 케냐타 국제공항 착륙 도중 일어난 사고로 이 사고로 59명이 사망했다.
- 1987년 3월 27일에 스페인령 카나리아 제도의 로스 로데오 국제공항인 테네리페섬에서 일어난 팬암·KLM 지상 충돌 사고로 583명이 사망하는 등 항공 역사상 가장 참혹한 사고로 기록되었다.
- 1978년 1월 1일, 사하르 국제공항 (현. 차트라파티 시바지 국제공항)을 출발해 두바이 국제공항 노선을 운항중이던 에어 인디아 855편 보잉 747-200B 항공기가 아라비아해에 추락해 승객과 승무원을 포함해 213명 전원 사망하였다.
- 1980년 11월 19일에 대한항공 015편으로 뉴욕에서 앵커리지를 거쳐 서울로 오던 보잉 747-2B5B(HL7445)이 착륙을 위해 언덕에 메인기어가 부딪혀 비상착륙을 했으나 착륙 후 몇 시간 만에 기체가 전소되어 어퍼덱에 남아 있던 승객과 승무원 15명이 사망하고 211명이 살아남았다. 한편 언덕의 초소에서 근무 중이던 병사 한 명이 사고기의 메인기어에 머리를 맞고 숨지기도 했다.
- 1982년 6월 24일 영국항공 9편 보잉 747-200기가 런던의 히스로 공항에서 여럿차례 경유를 한 뒤 오클랜드의 오클랜드 공항으로 가는 노선 이였다. 경유지인 수방에서 퍼스로 가던 중 인도네시아 갈룽궁산에서 나온 화산재가 엔진에 들어가 고장이났다.
- 1983년 9월 1일에 뉴욕을 출발해 앵커리지를 거쳐 김포국제공항으로 오던 대한항공 007편 보잉 747-230B(HL7442)가 소련의 전투기(수호이 15)에 의해 격추되었다. 탑승객 269명이 모두 숨지고 말았다.
- 1985년 8월 12일에 도쿄 국제공항을 출발하여 오사카 국제공항으로 가던 JAL 123편 보잉 747(JA8119)이 꼬리 날개에 장착된 감압장치(벌크헤드)가 7년전의 사고를 이유로 파괴되면서 꼬리 날개 부분이 통째로 날아가 유압 시스템이 완전히 마비되어 하네다 공항으로 회항하던 중 산에 추락하였다. 2022년 현재까지 세계에서 2번째로 많은 사망자를 낸 항공 사고이자 단독 항공기 사고로는 세계 최대의 사망자를 낸 사고이다. 탑승객은 단4명만 생존하였다(520명 사망).
- 1989년 2월 24일 샌프란시스코 국제공항을 출발하여 로스앤젤레스 국제공항, 호놀룰루 국제공항, 오클랜드 국제공항을 마지막으로 기착하여 시드니 국제공항으로 도착 예정이였던 유나이티드 항공 811편(기종:보잉 747-122, 꼬리번호:N4713U)은 비행중 화물칸 열림으로 객실에 구멍이 생겨 호놀룰루 국제공항에 비상착륙했다. 이 사고로 승객 337명과 승무원 18명으로 총 탑승객 355명 중 9명이 숨지고 38명이 다쳤으며 346명이 생존했다.
- 1996년 7월 17일 트랜스월드 항공 800편(TWA Flight 800)은 미국 뉴욕의 존 F. 케네디 국제공항을 출발하여 프랑스 파리의 파리 샤를 드 골 공항으로 향하던 항공편으로 운항중이었으며 롱 아일랜드 인근 대서양에서 연료 탱크 전선의 노후로 인한 내부의 폭발로 공중 분해되어 추락하여 탑승자 230명 전원이 사망하였다.
- 1997년 8월 6일에 대한항공 801편 보잉 747-3B5(HL7468)이 미국령 괌의 앤토니오 B. 원 팻 국제공항에 착륙하던 중 니미츠 힐 언덕에 충돌했다. 탑승객 254명 중 228명이 사망하였다.사고의 주요 원인은 계기 착륙 장치와 조종사의 오판으로 결론 지어졌다.[1]
- 1998년 8월 5일에 폭우 속에서 김포국제공항에 착륙하던 대한항공 8702편 보잉 747-400(HL7496)이 활주로에 터치다운 후 이탈하여 격납고와 경비행기를 파손하는 사고가 일어났으나, 다행히도 승객과 승무원 전원 생존하였다.
- 1999년 4월 1일에 시카고 오헤어 국제공항에서 이륙하던 대한항공 36편 보잉 747-4B5(HL7493)이 관제사의 말을 알아듣지 못한 중국국제항공 9018편 보잉 747-2J6F(B-2446)화물기와 활주로에서 충돌할 뻔한 사고가 일어났었다.
- 1999년 12월 22일에 대한항공 8509편 보잉 747-2B5F(HL7451) 화물기가 런던 스탠스테드 공항을 이륙한 직후 1400피트 상공에서 자세계의 잘못된 지시로 추락하여 조종사와 항공 기관사 3명이 사망하였다.
- 2000년 4월 22일 콴타스항공 16편 보잉747-300기가 로마를 출발, 방콕을 거쳐 시드니로 향하던 여객기가 착륙 장치의 이상으로 엔진이 활주로에 닿는 사고가 발생했다. 다행히도 엔진 폭발 사태까지 일어나지는 않아 전원 생존했다.[2]
- 2002년 5월 25일 중화항공 611편은 타이완 타오위안 국제공항을 출발해 홍콩 국제공항을 가던 도중 기체가 공중 분해된 사건이다. 이 사고도 일본항공 123과 흡사하게 테일스트라이크후 부실하게 수리되어 22년간의 누적 피로로 공중분해되었다.   당시 이 사고로 탑승객과 승무원 모두 사망했다.
- 2008년 10월 30일 로스앤젤레스 출발 시드니까지 가던 콴타스 항공 보잉 747-400 여객기의 기상 레이다가 고장나 마침 지나가던 에어 뉴질랜드 비행기를 따라 오클랜드로 비상 착륙해 레이더 수리를 마친뒤 시드니 공항에 도착했다.[3]
- 2010년 3월 30일 시드니 공항에서 출발해 싱가포르 창이 국제공항까지 운항하던 콴타스 항공 보잉 747기의 엔진이 고장나 이륙한지 45분후 다시 시드니 공항으로 비상 착륙했다.[4]
- 2011년 7월 28일 인천국제공항발 상하이 푸둥 국제공항행 아시아나항공 991편 B747-400F가 오전 4시 13분에 차귀도 남서쪽 해상 107km에 추락했다. 비행 당일 화물칸에서 원인 불명의 화재 발생으로 기체는 약 7600피트 상공에서 공중 폭발 된걸로 추정되며(배터리 폭발로 인한 화재로 추정되고 있다.) 비행기 1대가 손실되고 승무원 전원이 사망했다. 한편 기장과 부기장의 시신은 사건 발생 후 약 90일 후 제주도 인근 해역에서 발견되었다.[5]
- 2013년 4월 29일 아프가니스탄의 바그람 공군기지에서 이륙한 내셔널 항공 102편 소속 보잉 747-400BCF가 스톨현상으로 이륙 직후 추락하였다. 사건 직후 아프가니스탄의 한 테러단체는 이번 사건이 자신들의 소행이라 주장하였지만, 이는 사고현장 근처 차량 블랙박스에 찍힌 사고영상에 의해 거짓인걸로 드러났다.[6] 본 기체는 미국 육군의 지상장비 5대를 싣고 이륙하였으나, 중량 분배가 잘못되어 이륙 후 화물이 뒤쪽으로 쏠림에 의해 무게중심을 상실한 기체는 조종불능의 상태에 빠졌다. 이 사고로 7명의 승무원이 전원 사망하였다.[7]